# Bolbitis gaboonensis
Bolbitis gaboonensis là một loài thực vật có mạch trong họ Lomariopsidaceae. Loài này được (Hook.) Alston mô tả khoa học đầu tiên năm 1934.